# Complexo Desportivo da Covilhã
Het Complexo Desportivo da Covilhã is een multifunctioneel stadion in Covilhã, een stad in Portugal. In het stadion is plaats voor 3.000 toeschouwers. Het stadion werd geopend in 2003. In de zomer van 2010 was de capaciteit tijdelijk 12.000 toeschouwers.

## Gebruik
Het stadion wordt vooral gebruikt voor voetbalwedstrijden, de voetbalclub Sporting Covilhã maakt gebruik van dit stadion. Het nationale voetbalelftal van Portugal speelde een aantal keer een internationale wedstrijd in dit stadion. In het stadion zijn ook atletiekmogelijkheden, er ligt een baan om het veld heen.
| No. | Datum       | Wedstrijd             | Uitslag | Toernooi          |                  |
| --- | ----------- | --------------------- | ------- | ----------------- | ---------------- |
| 1.  | 24 mei 2010 | Portugal – Kaapverdië | 0–0     | Vriendschappelijk | Onderlinge duels |
| 2.  | 1 juni 2010 | Portugal – Kameroen   | 3–1     | Vriendschappelijk | Onderlinge duels |